# Флірш
Флірш (нім. Flirsch) — громада округу Ландек у землі Тіроль, Австрія.
Флірш лежить на висоті 1154 м над рівнем моря і займає площу 31,05 км². Громада налічує 939 мешканців.
Густота населення 30/км².
|                                |
| Флірш на мапі округу та землі. |

 Адреса управління громади: Dorf 109, 6572 Flirsch.

## Відомі особи
- Маріо Матт — гірськолижник
- Андреас Матт — фристайліст